# Leptorhynchoides aphredoderi
Leptorhynchoides aphredoderi är en hakmaskart som beskrevs av Buckner 1976. Leptorhynchoides aphredoderi ingår i släktet Leptorhynchoides och familjen Rhadinorhynchidae. Inga underarter finns listade i Catalogue of Life.